# Roman Červenka
Roman Červenka (ur. 10 grudnia 1985 w Pradze) – czeski hokeista, reprezentant Czech, czterokrotny olimpijczyk.

## Kariera
- Slavia Praga U18 (2000-2002)
- Slavia Praga U20 (2002-2005)
- Slavia Praga (2003-2010)
  -  HC Kometa Brno (2004)
  -  HC Hradec Kralove (2004-2005)
  -  HC Havlíčkův Brod (2005)
  -  HC Hradec Kralove (2006)
  -  HC Slovan Usti nad Labem (2006)
- Awangard Omsk (2010-2012)
- Slavia Praga (2012)
- HC Lev Praga (2012-2013)
- Calgary Flames (2013)
- SKA Sankt Petersburg (2013-2015)
- Piráti Chomutov (2015-2016)
- Fribourg-Gottéron (2016-2018)
- ZSC Lions (2018-2019)
- Rapperswil-Jona Lakers (2019-)

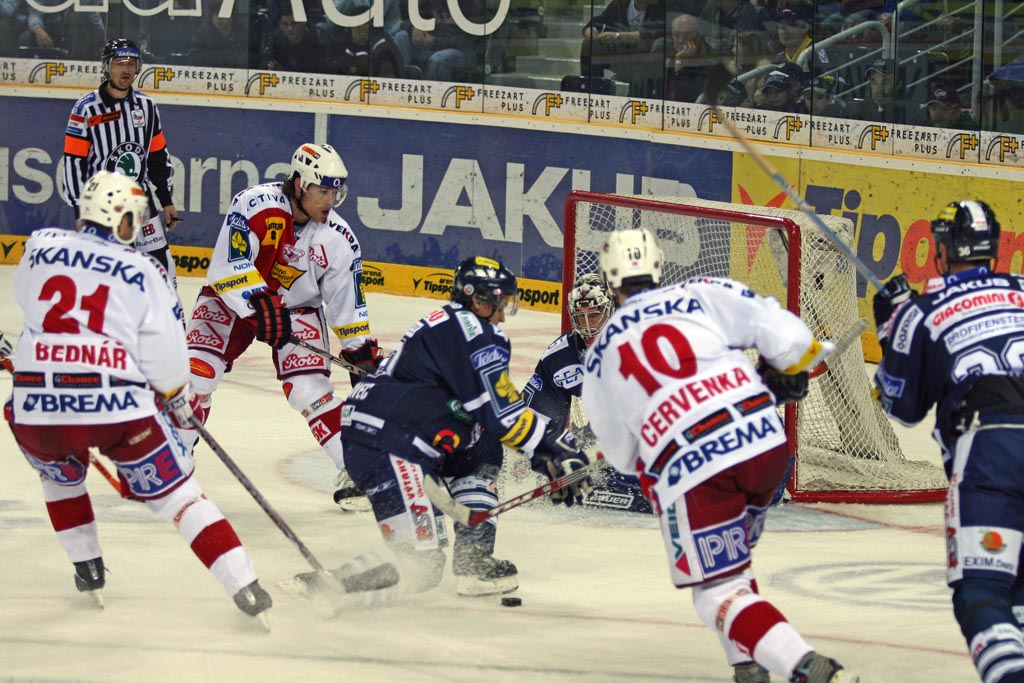
Roman Červenka (tyłem oddaje strzał) w barwach Slavii Praga (2007)

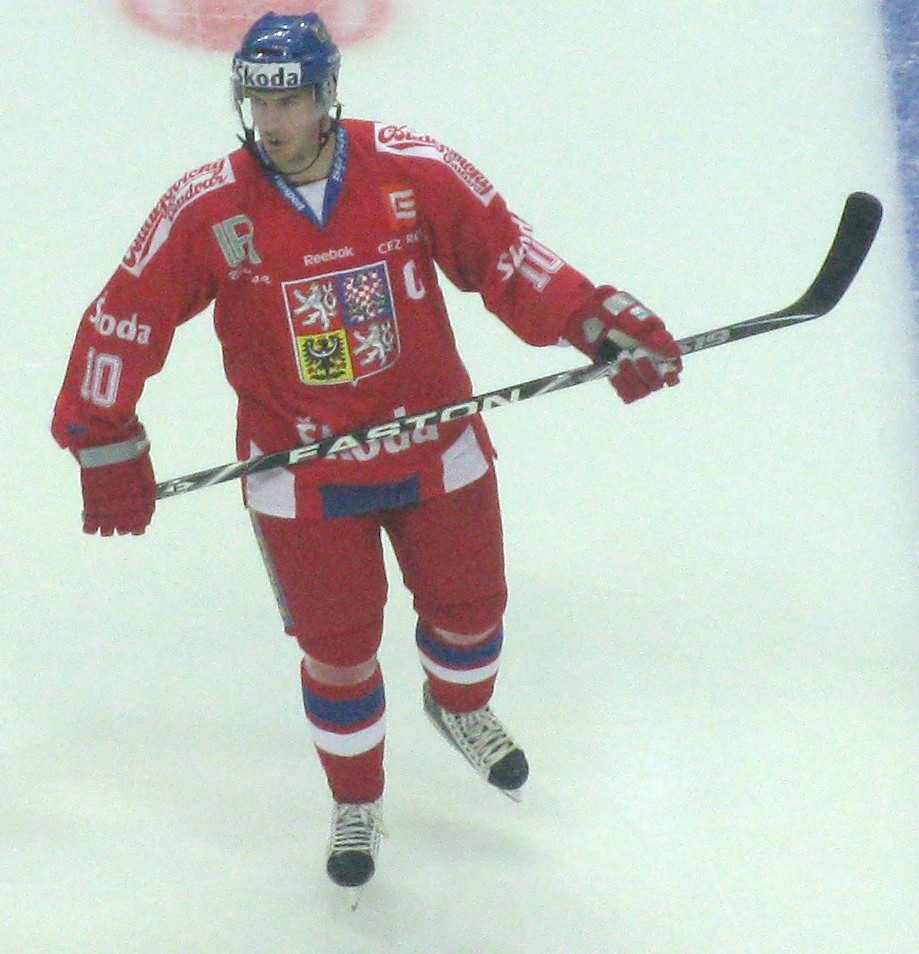
Roman Červenka w barwach reprezentacji Czech (2010)

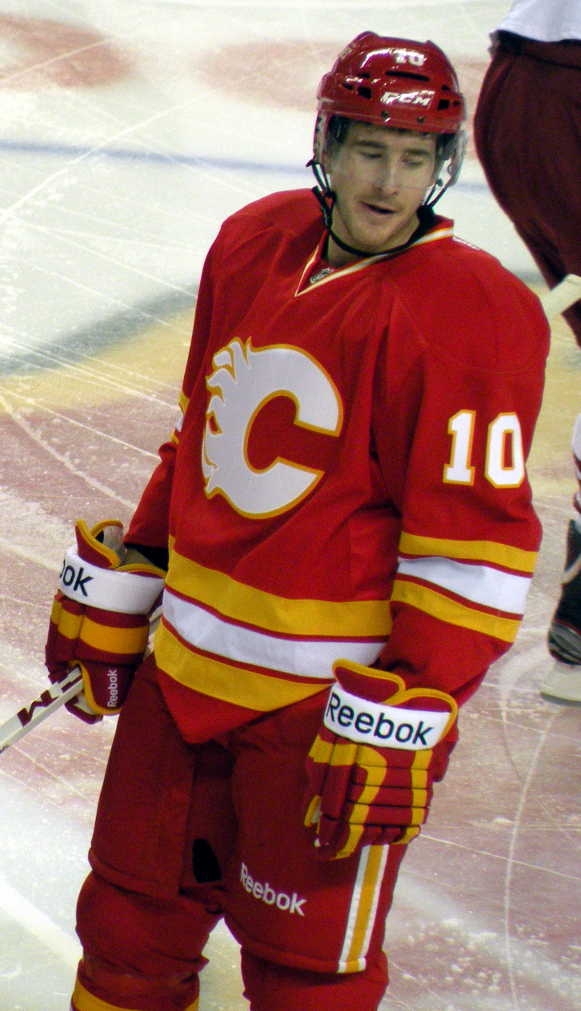
Roman Červenka w barwach Calgary Flames (2013)

Wychowanek klubu Slavia Praga, w którym występował przez pierwszych 10 lat swojej kariery. Od 2010 zawodnik rosyjskiego klubu Awangard Omsk. W rosyjskim klubie od początku odgrywał wiodącą rolę plasując się w czołówce strzelców drużyny, jak również całej ligi KHL. Mimo to w styczniu 2012 zapowiedział, że po sezonie 2011/12 zamierza odejść z Awangarda i przenieść się do ligi NHL. Tak się stało i tuż po przegranym finale Awangardu o Puchar Gagarina 2 maja 2012 Červenka jako wolny agent podpisał jednoroczną umowę z kanadyjskim klubem Calgary Flames. W związku z ogłoszeniem lokautu w sezonie NHL (2012/2013) w okresie od 17 września do pierwszej połowy listopada 2012 roku ponownie występował w macierzystym klubie Slavia Praga (w 9 meczach uzyskał 13 punktów za 5 goli i 8 asyst). W międzyczasie Awangard Omsk zbył prawa do zawodnika na rzecz klubu HC Lev Praga, po czym Červenka od 11 listopada 2012 do stycznia 2013 grał w barwach tego zespołu i tym samym powrócił tymczasowo do występów w lidze KHL. Wówczas początkowo z występów wykluczyła go wykryta w organizmie zakrzepica. W lidze NHL zadebiutował 26 stycznia 2013 roku. Łącznie do końca sezonu 2012/2013 rozegrał 39 meczów, w których uzyskał 17 punktów za 9 goli i 8 asyst (w klasyfikacji +/- zaliczył wynik -13). W maju 2013 HC Lev Praga oddał prawa do zawodnika klubowi SKA Sankt Petersburg w zamian za uzyskanie praw do Fina Teemu Ramstedta. Następnie podpisał trzyletni kontrakt ze SKA. Odszedł z klubu w maju 2015. Od września 2015 zawodnik Piráti Chomutov. Od marca 2016 zawodnik Fribourg-Gottéron. W maju 2018 został zawodnikiem innego szwajcarskiego klubu, ZSC Lions. W czerwcu 2019 przeszedł do Rapperswil-Jona Lakers.
Uczestniczył w turniejach mistrzostw świata edycji 2009, 2010, 2011, 2014, 2015, 2016, 2017, 2018, 2022, zimowych igrzysk olimpijskich 2010, 2014, 2018, 2022, Pucharu Świata 2016.

## Rodzina
Jego brat Marek (ur. 1992) został piłkarzem. Partnerką życiową Romana została modelka Veronika Machová (ur. 1990), uczestniczka konkursu Miss World 2010. 22 grudnia 2012 roku urodził im się syn Denis.

## Sukcesy i nagrody
Reprezentacyjne
- Brązowy medal mistrzostw świata juniorów do lat 20: 2005
- Złoty medal mistrzostw świata: 2010
- Brązowy medal mistrzostw świata: 2011, 2022

Klubowe
- Mistrzostwo 1. ligi czeskiej: 2006 z HC Slovanem Usti nad Labem
- Złoty medal mistrzostw Czech: 2007/08 ze Slavią Praga (zdobył przesądzającego gola w decydującym ostatnim meczu)
- Srebrny medal mistrzostw Czech: 2004, 2006, 2009 ze Slavią Praga
- Brązowy medal mistrzostw Czech: 2010 ze Slavią Praga
- Srebrny medal mistrzostw Rosji: 2012 z Awangardem Omsk
- Złoty medal mistrzostw Rosji: 2015 ze SKA Sankt Petersburg
- Puchar Gagarina – mistrzostwo KHL: 2015 ze SKA Sankt Petersburg

Indywidualne
- Ekstraliga czeska w hokeju na lodzie (2008/2009):
  - Pierwsze miejsce w klasyfikacji strzelców w fazie play-off: 13 goli
  - Pierwsze miejsce w klasyfikacji kanadyjskiej w fazie play-off: 24 punkty
  - Pierwsze miejsce w klasyfikacji +/- w fazie play-off: +10
- Ekstraliga czeska w hokeju na lodzie (2009/2010):
  - Pierwsze miejsce w klasyfikacji asystentów w sezonie zasadniczym: 43 asysty
  - Pierwsze miejsce w klasyfikacji kanadyjskiej w sezonie zasadniczym: 73 punkty
  - Pierwsze miejsce w klasyfikacji asystentów w fazie play-off: 15 goli
  - Pierwsze miejsce w klasyfikacji kanadyjskiej w fazie play-off: 24 punkty
  - Pierwsze miejsce w klasyfikacji +/- w fazie play-off: +10
- KHL (2010/2011):
  - Najlepszy napastnik miesiąca: październik 2010
  - Mecz Gwiazd KHL
  - Pierwsze miejsce w klasyfikacji strzelców w sezonie zasadniczym: 31 goli
  - Trzecie miejsce w klasyfikacji kanadyjskiej w sezonie zasadniczym: 61 punktów
  - Pierwsze miejsce w klasyfikacji strzelców zwycięskich goli w sezonie zasadniczym: 7 goli
- KHL (2011/2012):
  - Mecz Gwiazd KHL - pierwszy skład
  - Drugie miejsce w klasyfikacji strzelców w fazie play-off: 11 goli
  - Drugie miejsce w klasyfikacji asystentów w fazie play-off: 10 asyst
  - Pierwsze miejsce w klasyfikacji kanadyjskiej w fazie play-off: 21 punktów
  - Piąte miejsce w klasyfikacji strzelców zwycięskich goli w fazie play-off: 2 gole
  - Najlepszy napastnik - półfinały konferencji
  - Złoty Kask (przyznawany sześciu zawodnikom wybranym do składu gwiazd sezonu)
- KHL (2013/2014):
  - Najlepszy napastnik - półfinały konferencji
  - Czwarte miejsce w klasyfikacji asystentów w fazie play-off: 11 asyst
  - Piąte miejsce w punktacji kanadyjskiej w fazie play-off: 17 punktów
- National League (2021/2022):
  - Drugie miejsce w klasyfikacji asystentów w sezonie zasadniczym: 44 asysty[20]
  - Pierwsze miejsce w klasyfikacji kanadyjskiej w sezonie zasadniczym: 64 punkty[21]
- Mistrzostwa Świata w Hokeju na Lodzie 2022 (elita):
  - Drugie miejsce w klasyfikacji asystentów w turnieju: 12 asyst[22]
  - Pierwsze miejsce w klasyfikacji kanadyjskiej w turnieju: 17 punktów[23]
  - Skład gwiazd turnieju
  - Najlepszy napastnik turnieju[24]
- Medal Za Zasługi I stopnia (2024)[25]